# 西澳洲雙鰭電鰩
西澳洲雙鰭電鰩（學名：Narcinops westraliensis），又稱西澳洲雙鰭電鱝，為軟骨魚綱電鰩目雙鰭電鰩科澳洲雙鰭電鰩屬的一種，分布於東印度洋澳洲西部海域，深度10至70公尺，本魚在圓盤和尾部上表面有不規則的棕色帶紋和斑點，體長可達29公分，棲息在大陸棚沙泥底質海域，為夜行性底棲性魚類，屬肉食性，以多毛類及甲殼類為食，體內的發電器官，可能用來防禦或捕食，生活習性不明。